# Brocéliande (roman)
Pour les articles homonymes, voir Brocéliande (homonymie).
Brocéliande est un roman celtique écrit en 2004 par Jean-Louis Fetjaine. Il s'agit du second et dernier roman de la série Le Pas de Merlin.

## Résumé des trois premiers chapitres
574. Ryderic, roi de Strathclyde marche contre les Saxons avec la grande armée des bretons. De son côté, Merlin et son ami le frère Blaise traversent la Manche avec un groupe de réfugiés. À l'approche des côtes de petite Bretagne, les marins tentent de dépouiller les passagers. Merlin intervient et liquide les malandrins. Après avoir débarqué sur la petite ile de Battha, Merlin et Blaise sont capturés par les hommes de Withur, le comte local. Merlin est accusé de sorcellerie et jeté en prison...

## Critiques
La critique de SciFi-Universe dit que : "[...] la fin, beaucoup trop rapide et confuse, laisse songeur, car on ne comprend pas très bien où l'auteur a voulu en venir... En résumé, voilà un livre qui commence très bien, qui continue de façon tout à fait passionnante, mais qui laisse un arrière-goût d'inachevé"...

## Éditions françaises
- 2004 : Brocéliande, Éditions Belfond (format livre).
- 2006 : Brocéliande, éditions Pocket (format poche).